# قناة التغيير
قناة التغيير الفضائية هي «قناة إخبارية مستقلة تهتم بالشأن العراقي» بالإضافة للشأن العربي والدولي، مقرّها عمّان بالأردن وتعتمد في عملها على كوادر تحريرية وفنّية إضافةً إلى شبكة مراسلين في عدد من الدول العربية والعالمية.
وتعد هذه القناة من القنوات الرئيسية التي تعطي الإعلام العراقي وتقدم الأخبار والمعلومات الحصرية التي تهم المواطنين العراقيين، وتعتبر هذه القناة مصدراً مهماً للأخبار والمعلومات الحديثة في العراق وتشمل مجموعة واسعة من المواضيع المتنوعة، مثل السياسة والاقتصاد والثقافة والرياضة والطقس ويمكن للمواطنين العراقيين والعالم العربي الاستمتاع بتلفزيون القناة ومتابعة الأخبار الحصرية والمهمة التي تقدمها القناة.
تدعو قناة التغيير الفضائية الى ارساء دعائم السلم الاهلي والدولة المدنية بعيدا عن جميع أشكال العنصرية الطائفية والعرقية والدينية وتسليط الضوء على مبادئ المواطنة الحقة دون تمييز أو تفريق بين المواطنين والسعي للحفاظ على الهوية الوطنية العراقية مع احترام التعدد الاثني والديني.
إن قناة التغيير الفضائية تبث أخبارها وبرامجها من عمان، وتم تأسيس القناة في عام 2011 ، وتستقبل القناة الإعلانات التجارية والرعاية معتمدة على أعلى المعايير في هذا المجال. ومهمتها تقديم الأخبار على مدار الساعه والبرامج المنوّعه مما يثري حياة الجمهور بالمعلومات والثقافة في مختلف المجالات. ورؤية القناة نسعى لأن نكون إحدى المؤسسات الإعلامية العربية الموثوقة والأكثر مصداقية.

## برامج قناة التغيير الفضائية

### برامج سياسية
- برنامج لعبة النفوذ[3]
- مواقف ومواقف[4]
- خفايا في كتاب[5]
- من بغداد
- رأس السطر
- نريد وطن
- في 7 ايام

### برامج إقتصادية
- الاقتصاد في اسبوع[6]

### برامج منوعة
- صباحك عراقي
- لوكيشن
- عوافي
- سوالف ناس
- باسبورت عراقي
- تكدر

### برامج رياضية
- ملاعب
- سبورت تايم

### برامج وثائقية
- أوراق مطوية
- بغداد التاريخ
- بودكاست واشنطن[7]

## الاستهداف
تعرضت قناة التغيير إلى محاولات عدة تضمنت إغلاق مكاتبها وملاحقتها قانونياً،حيث قام رئيس البرلمان يرفع دعوى قضائية ضد قناة التغيير ومقدم البرامج نجم الربيعي في حزيران عام 2022 [1] وتعرض كوادرها من مراسلين وصحففين للاعتداءات في 4/9 /2014 استشهاد مراسل قناة التغيير الفضائية / همام محمد/ واصابة اثنين من افراد عائلته بسقوط قذيفة هاون على منزله بمدينة الرمادي وقامت في شباط 2017 مجموعة مسلحة بزي رسمي قامت بإحتجاز الصحفي وليد الصالحي وسط كربلاء  وقام منفلتين بمهاجمة مكاتب قناة التغيير وتحطيم المعدات الصحفية على خلفية البرنامج السياسي الذي تبثه قناة التغيير الفضائية والذي تقدمه الزميلة سحر عباس جميل وفي شباط 2017 مسلحون مجهولون يرتدون الزي الرسمي لقوات الشرطة قاموا باحتجاز مراسل قناة التغيير في كربلاء وليد الصالحي لعدة ساعات

## حيادية القناة
قناة التغيير مستقلة ومحايدة وتهتم بالجمهور في كل ما تقدم من برامج واخبار بالتركيز على “ايجابيات التغيير” في العراق والاقليم والعالم، عبر التأكيد على قيم الحرية وحقوق الانسان وأشكال التغيير السلمي وافكاره.

## مصدر
1. ↑  "نسخة مؤرشفة". مؤرشف من الأصل في 2014-12-13. اطلع عليه بتاريخ 2014-12-11.
2. ↑  "قناة التغيير الفضائية". قناة التغيير الفضائية. مؤرشف من الأصل في 2022-04-01. اطلع عليه بتاريخ 2022-04-19.
3. ↑  Editor (28 أبريل 2025). "لعبة النفوذ". قناة التغيير الفضائية. اطلع عليه بتاريخ 2025-07-07. {{استشهاد ويب}}: |مؤلف= باسم عام (مساعدة)
4. ↑  "أرشيف مواقف ومواقف". قناة التغيير الفضائية. مؤرشف من الأصل في 2025-04-26. اطلع عليه بتاريخ 2025-07-07.
5. ↑  "خفايا في كتاب". قناة التغيير الفضائية. مؤرشف من الأصل في 2025-05-30. اطلع عليه بتاريخ 2025-07-07.
6. ↑  "أرشيف الاقتصاد في اسبوع الرئيسية - الصفحة 16 من 20". قناة التغيير الفضائية. مؤرشف من الأصل في 2024-11-10. اطلع عليه بتاريخ 2025-07-07.
7. ↑  "أرشيف بودكاست واشنطن". قناة التغيير الفضائية. اطلع عليه بتاريخ 2025-07-07.
8. ↑  "ارتفاع حصيلة شهداء الصحافة العراقية الى 406 صحفيين بعد استشهاد /14/ صحفيا خلال عام / 2014". ninanews.net. مؤرشف من الأصل في 2023-01-10. اطلع عليه بتاريخ 2023-01-10.
9. ↑  "المرصد العراقي للحريات الصحفية يدين احتجاز مجموعة مسلحة صحفيا والتنكيل به في كربلاء". ninanews.net. مؤرشف من الأصل في 2023-01-10. اطلع عليه بتاريخ 2023-01-10.
10. ↑  "مرصد صحفي يدين قيام منفلتين بمهاجمة مكاتب قناة فضائية عراقية ويحطمون معدات صحفية". ninanews.net. مؤرشف من الأصل في 2023-01-10. اطلع عليه بتاريخ 2023-01-10.
11. ↑  "الاسرة الصحفية العراقية تقدم خمسة عشر شهيدا خلال عام 2017 لترتفع تضحيات الصحفيين العراقيين منذ عام 2003 الى / 470 / شهيدا". ninanews.net. مؤرشف من الأصل في 2023-01-10. اطلع عليه بتاريخ 2023-01-10.

- قناة التغيير الفضائية - نايل سات -التردد 12398 - استقطاب عمودي - معدل الترميز 27500